# Fanny Cano
Fanny Cano Damian (Huetamo de Núñez, Michoacán, 28 de febrer de 1944-Madrid, 7 de desembre de 1983) va ser una actriu i productora de cinema mexicana.

## Biografia i carrera
Fanny Cano Damian era originària de la regió de Tierra Caliente a Michoacán. Els seus pares van ser Francisco Cano Romero i Aurelia Damián Espinoza i era la segona de sis germans (Sergio Ángel, Fanny, Blanca, Francisco, Julio Cèsar i Elvia).
Als 16 anys d'edat, va ser triada reina de la Preparatòria 2. Poc després, princesa de la porra universitària i reina de la UNAM on cursava estudis en la Facultat de Filosofia i Lletres. En 1961, secundada pel publicista Jaime Valdés, va prendre part en un taller d'actuació dirigit per Seki Sano.

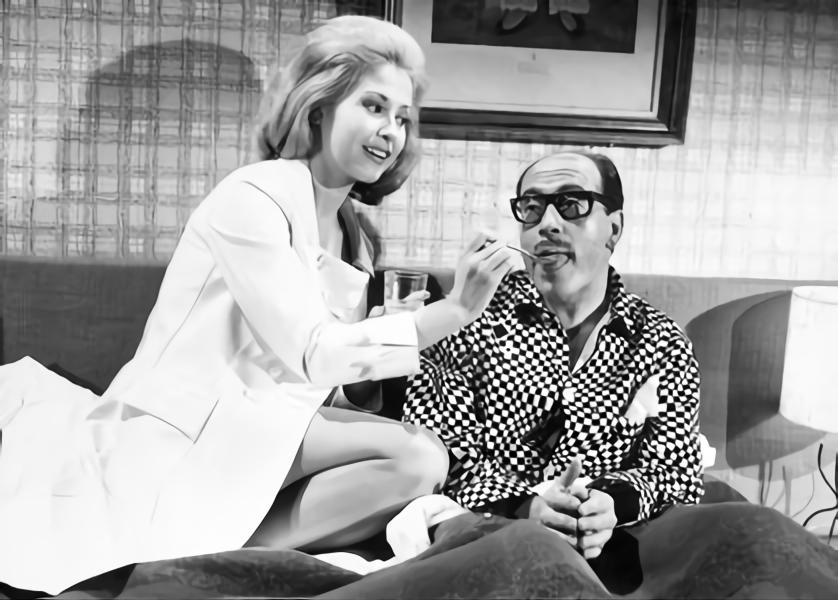
Cano en una fotografia publicitària per la pel·lícula Operación secretaria (1966).

Aquest mateix any, va debutar com a actriu en el teatre en l'obra Baby Doll. Va debutar al cinema en la pel·lícula El cielo y la tierra amb Libertad Lamarque el 1962. Va obtenir el seu primer estel·lar com a parella romàntica de Cantinflas en la pel·lícula Entrega inmediata de 1963. Va aconseguir el veritable reconeixement en la televisió en la telenovel·la La mentira en 1965. Va tenir gran èxit amb les seves telenovel·les Rubí en 1968, Yesenia en 1970 i Muñeca en 1974, que la va consolidar com a primera actriu. Va fundar una companyia productora de pel·lícules al costat de Julissa.

## Vida personal
Es va casar en 1980 amb Sergio Luis Cano, home de gabinet. No van tenir fills. En els últims anys de la seva vida va reflexionar, es va allunyar del món de la ficció i la vanitat, va vendre totes les seves propietats, va distribuir béns en la seva família i es va dedicar a fer obres de caritat.

## Mort
Fanny Cano va morir tràgicament el 7 de desembre de 1983 quan es dirigia a Roma, Itàlia per a posteriorment partir a l'Índia. Dos avions, un Boeing 727-200 matrícula EC-CFJ de Ibèria (IB 350) i un McDonnell Douglas DC-9-32 matrícula EC-CGS de Aviaco (AO 134) van col·lidir en el Aeroport de Madrid-Barajas. El vol 134 de Aviaco, amb destinació a Santander, es trobava intentant trobar la capçalera de pista quan, perdut a causa de la intensa boira, es va introduir a la pista on el vol 350 d'Ibèria enlairava rumb a Roma. Segons l'informe, es guiava per les llums dels laterals, fins que les va perdre. L'accident es va qualificar com a error del pilot culpant a la tripulació del DC-9. A bord, es donaven les instruccions de seguretat prevol. En col·lidir el DC-9 amb el 727 tots dos van quedar destruïts i incendiats. Fanny Cano anava en el vol 350 d'Ibèria.

## Filmografia

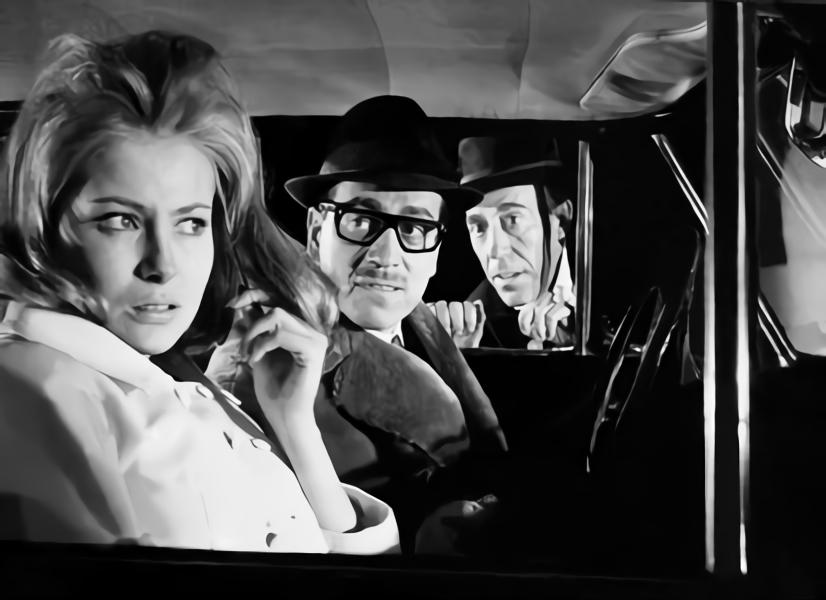
Cano a la cinta Operación secretaria (1966).

### Pel·lícules
- Una leyenda de amor (1982) - Amanda Cabrera
- La leyenda de Rodrigo (1981)
- La güera Rodríguez (1978)
- Zona roja (1976) - Leonor
- Las cautivas (1973) - Lucha
- Una mujer honesta (1972)
- Los jóvenes amantes (1971)
- Flor de durazno (1970)
- Las cadenas del mal (1970)
- Tres noches de locura (1970)
- La amante perfecta (1970)
- El amor y esas cosas (1969)
- Un nuevo modo de amar (1968)
- Un largo viaje hacia la muerte (1968)
- Cómo pescar marido (1967)
- Arrullo de Dios (1967)
- Sí quiero (1967)
- Operación Secretaria (1966)
- Los perversos (a go go) (1967) - Julieta
- Las amiguitas de los ricos (1967)
- Juventud sin ley (1966) - Ofelia
- Despedida de soltera (1966) - Susana
- Escuela para solteras (1965)
- Los reyes del volante (1964)
- Buenas noches, año nuevo (1964)
- Duelo en el desierto (1964)
- El solitario (1964)
- Frente al destino (1964)
- Entrega inmediata (1963)
- Dile que la quiero (1963)
- División narcóticos (1963)
- El cielo y la tierra (1962)

### Telenovel·les
- Espejismo (1981) - Laura
- María José (1978) - María José
- Muñeca (1974) - Muñeca
- Penthouse (1973)
- Yesenia (1970) - Yesenia
- Rubí (1968) - Rubí Pérez Carvajal
- La mentira (1965) - Virginia

### Productora
- Las cautivas (1973)
- Victoria (1972) (No acreditada)
- Una mujer honesta (1972)